# La Bible de néon (film)
Pour les articles homonymes, voir Neon Bible.
Pour plus de détails, voir Fiche technique et Distribution.
La Bible de néon (The Neon Bible) est un film britannique de Terence Davies, sorti en 1995. C'est l'adaptation du roman du même nom écrit par John Kennedy Toole.

## Synopsis
Dans les années 1940, la vie de David, originaire d'une petite ville fondamentaliste de la région du sud des Etats-Unis, est bouleversée par l'arrivée de sa tante Mae. Ancienne chanteuse de cabaret, Mae vient s'installer dans la maison qu'habitent David et ses parents et devient rapidement sa seule amie.

## Fiche technique
- Titre français : La Bible de néon
- Titre original : The Neon Bible
- Réalisation : Terence Davies
- Scénario : Terence Davies d'après John Kennedy Toole
- Direction de la photographie : Michael Coulter
- Pays de production : Royaume-Uni
- Format : couleurs - 35 mm - 2,35:1 - Dolby Digital
- Genre : drame
- Durée : 91 minutes
- Dates de sortie : 
  - France : mai 1995 (Festival de Cannes)
  - France : 23 août 1995
  - Canada : 22 septembre 1995 (Cinéfest Sudbury International Film Festival (en))
  - États-Unis : 2 octobre 1995 (Festival du film de New York)

## Distribution
- Jacob Tierney : David à 15 ans
- Drake Bell : David à 10 ans
- Gena Rowlands : Mae Morgan
- Diana Scarwid : Sarah
- Denis Leary : Frank
- Bob Hannah : George
- Aaron Frisch : Bruce
- Leo Burmester : Bobbie Lee Taylor
- Frances Conroy : Miss Scover